# Homology-directed Repair

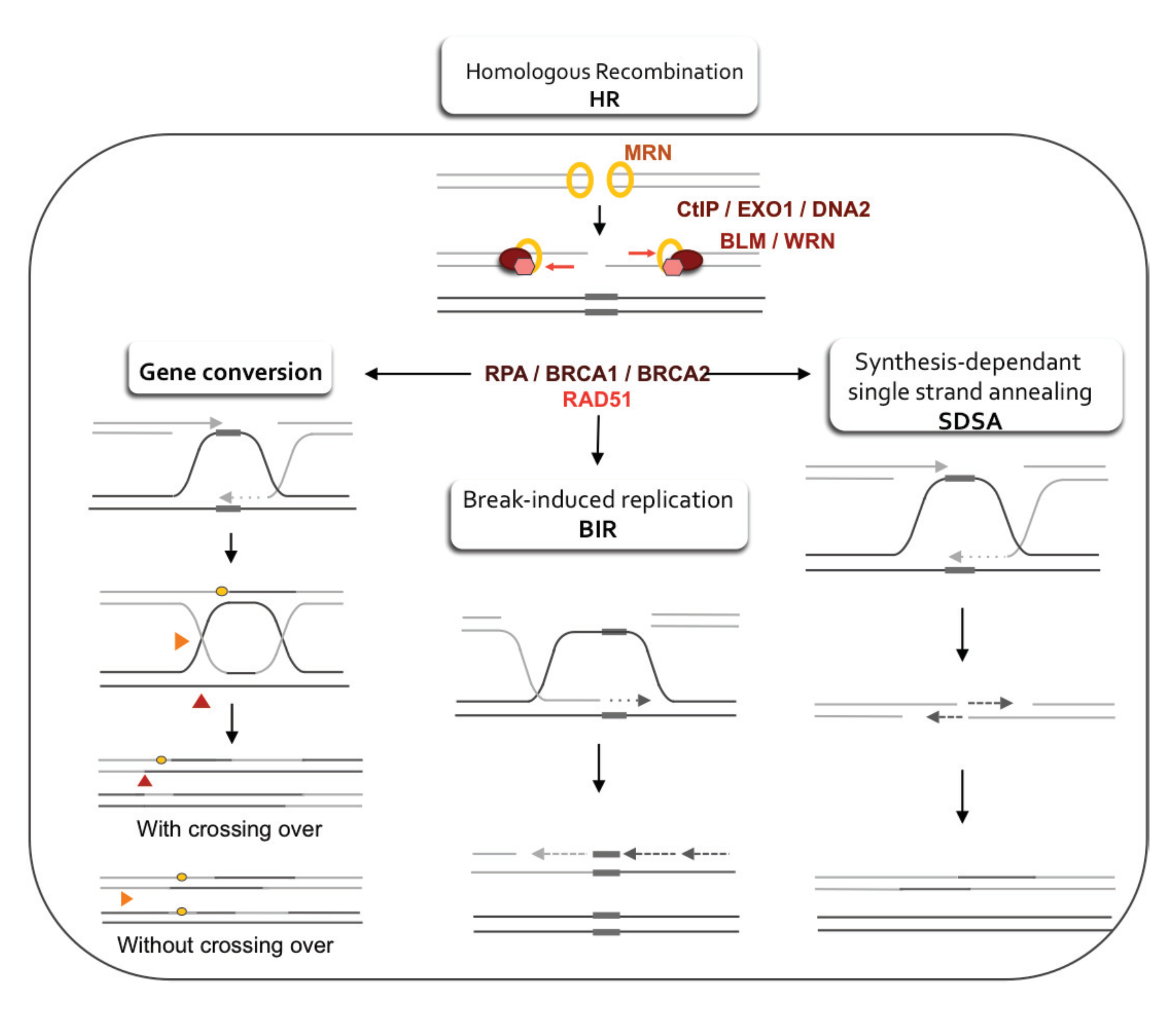
Mechanismen der Homologie-gerichteten Reparatur

Homology-directed Repair (‚Homologie-gerichtete Reparatur‘, HDR) bezeichnet einen Mechanismus der DNA-Reparatur von DNA-Schäden, welcher per homologer Rekombination Doppelstrangbrüche von DNA repariert.

## Eigenschaften
Doppelstrangbrüche entstehen durch ionisierende Strahlung, manche Chemotherapeutika oder als Fehler bei der DNA-Replikation. Unreparierte Doppelstrangbrüche können Genominstabilität, Tumorentstehung oder Zelltod verursachen. Im Vergleich zur Reparatur von Doppelstrangbrüchen per NHEJ ist die HDR vergleichsweise genau, aber weniger leistungsfähig. Zudem kommt HDR nicht bei ruhenden Zellen vor. NHEJ ist der häufiger vorkommende Mechanismus. Die fehlerhafte Reparatur von Doppelstrangbrüchen trägt zur Entstehung von Krebs bei. Unter den Reparaturmechanismen für Doppelstrangbrüche ist HDR vergleichsweise fehlerfrei. Bei der CRISPR/Cas-Methode ist die HDR aufgrund der Genauigkeit die bevorzugte Form der DNA-Reparatur.

## Ablauf
Die HDR beginnt mit der Erkennung und Bindung des Schadens durch den MRN-Proteinkomplex aus MRE11, RAD50 und NBS1. Anschließend binden ATM-Kinase und TIP60, wobei die ATM-Kinase durch TIP60 aktiviert wird. Die aktivierte ATM-Kinase phosphoryliert daraufhin das Histon H2AX, welches danach MDC1 bindet. MDC1 wird daraufhin durch die ATM-Kinase phosphoryliert, wodurch die E3-Ubiquitinligasen RNF8 und RNF168 binden. RNF8 und RNF168 ubiquitinieren das Histon H2AX, wodurch 53BP1 und BRCA1 binden. In der S/G2-Phase des Zellzyklus (in der HDR der Hauptmechanismus zur Reparatur von Doppelstrangbrüchen ist) hemmt BRCA1 53BP1 und leitet die Ubiquitinierung von CtIP ein. Anschließend binden RPA und RAD51. Die Endonuclease im MRN-Proteinkomplex hydrolysiert einen der beiden Stränge in 5' zu 3'-Richtung unter Beteiligung der CtIP, wodurch ein 3'-Überhang der DNA entsteht. Im Anschluss erfolgt eine weitere Hydrolyse der DNA durch EXO1 oder BLM-Helikase mit DNA2. RPA bindet den einzelsträngigen 3'-Überhang, woraufhin RAD51 ebenfalls bindet, gefolgt von BRCA2 und PALB2 und eine D-Loop im DNA-Doppelstrang ausbilden. RAD54 und RAD54B entfernen RAD51 von der DNA, woraufhin der Einzelstrang als Korrekturvorlage an den Doppelstrang bindet und die DNA-Polymerasen δ, κ and ν am 3'-Ende DNA synthetisieren. Wenn die Synthese nach einer kurzen Sequenz endet (wie bei der SDSA), löst RTEL1 die D-Loop auf. Andernfalls wird die Holliday-Struktur durch einen Proteinkomplex aus BLM, TOPOIII, RMI1 und RMI2 gebunden, gefolgt von der Endonuklease GEN1 und dem Proteinkomplex aus MUS81 und EME1 sowie dem Proteinkomplex aus SLX1 und SLX4.